# سوزی اسکانلان
سوزی اسکانلان (انگلیسی: Susie Scanlan؛ زادهٔ ۴ ژوئن ۱۹۹۰) ورزشکار شمشیربازی اهل ایالات متحده آمریکا است.
وی در مسابقات کشوری و بین‌المللی در مجموع برندهٔ ۱ مدال برنز شده‌است.